# Mathematical Research Letters
Mathematical Research Letters is een internationaal, aan collegiale toetsing onderworpen wetenschappelijk tijdschrift op het gebied van de wiskunde.
De naam wordt in literatuurverwijzingen meestal afgekort tot Math. Res. Lett.
Het wordt uitgegeven door International Press en verschijnt 6 keer per jaar.
Het eerste nummer verscheen in 1994.